# Wilsterau
Die Wilsterau (auch Wilster Au) ist ein nordwestlicher (rechter) Nebenfluss der Stör im Kreis Steinburg bzw. in der Wilstermarsch.

## Name
Das Gewässer wurde im Jahr 1139 als „juxta Wilstram“ erstmals urkundlich erwähnt. Der Name könnte mit dem urindogermanischen Verbaladjektiv *h2u̯i-ló- „(Fluss-)lauf“ und dem germanischen Suffix -stra in Verbindung stehen.

## Verlauf
Durch den Bau des Nord-Ostsee-Kanals 1887 bis 1895 wurde die Wilsterau von ihrem natürlichen Quelllauf, der westlich des Kanals nahe Burg (Dithmarschen) lag, abgeschnitten. Sie beginnt heute östlich des Kanals, mit dem sie über ein Schöpfwerk verbunden ist, und verläuft von dort in Richtung Südosten, macht einen Bogen in südlicher Richtung, und erreicht dann Rumfleth und Wilster. Durch Wilster verlief die Wilsterau ursprünglich in einer Schleife, die jedoch mit einem Durchstich abgekürzt wurde. Nahe Kasenort mündet sie bei Flusskilometer 63,5 in die Stör. Der heutige Verlauf hat noch eine Länge von etwa 19 Kilometern.

## Wasserhaushalt
Seit dem Bau des Nord-Ostsee-Kanals hat die Wilsterau keine natürliche Quelle mehr. Auch mit der Holstenau, einem ihrer früheren Zuflüsse, ist sie nur noch über den Moorkanal und das Schöpfwerk am Nord-Ostsee-Kanal verbunden. Sie hat somit keine relevanten natürlichen Zuflüsse mehr, sondern wird vor allem über Schöpfwerke gespeist. Ihr Einzugsgebiet umfasst heute nur noch ca. 3.500 Hektar. Seit dem Bau des Nord-Ostsee-Kanals verschlickt sie durch die fehlende natürliche Fließgeschwindigkeit und damit die fehlende Spülwirkung zunehmend.

## Fischfauna
Die Wilsterau wird vom ASV „Petri Heil“ Wilster e. V. bewirtschaftet. Das Gewässer hat einen großen Bestand an Zandern und Barschen, unter den Weißfischen dominieren Brassen und Alande, welche zum Laichen aus Stör und Nord-Ostsee-Kanal in die Seerosenfelder und verkrauteten Bereiche des Tidenfluss wandern und dort kapitale Gewichte erreichen können.
Der Fluss zählt mit zu den besten Friedfischgewässern Norddeutschlands.

## Bilder

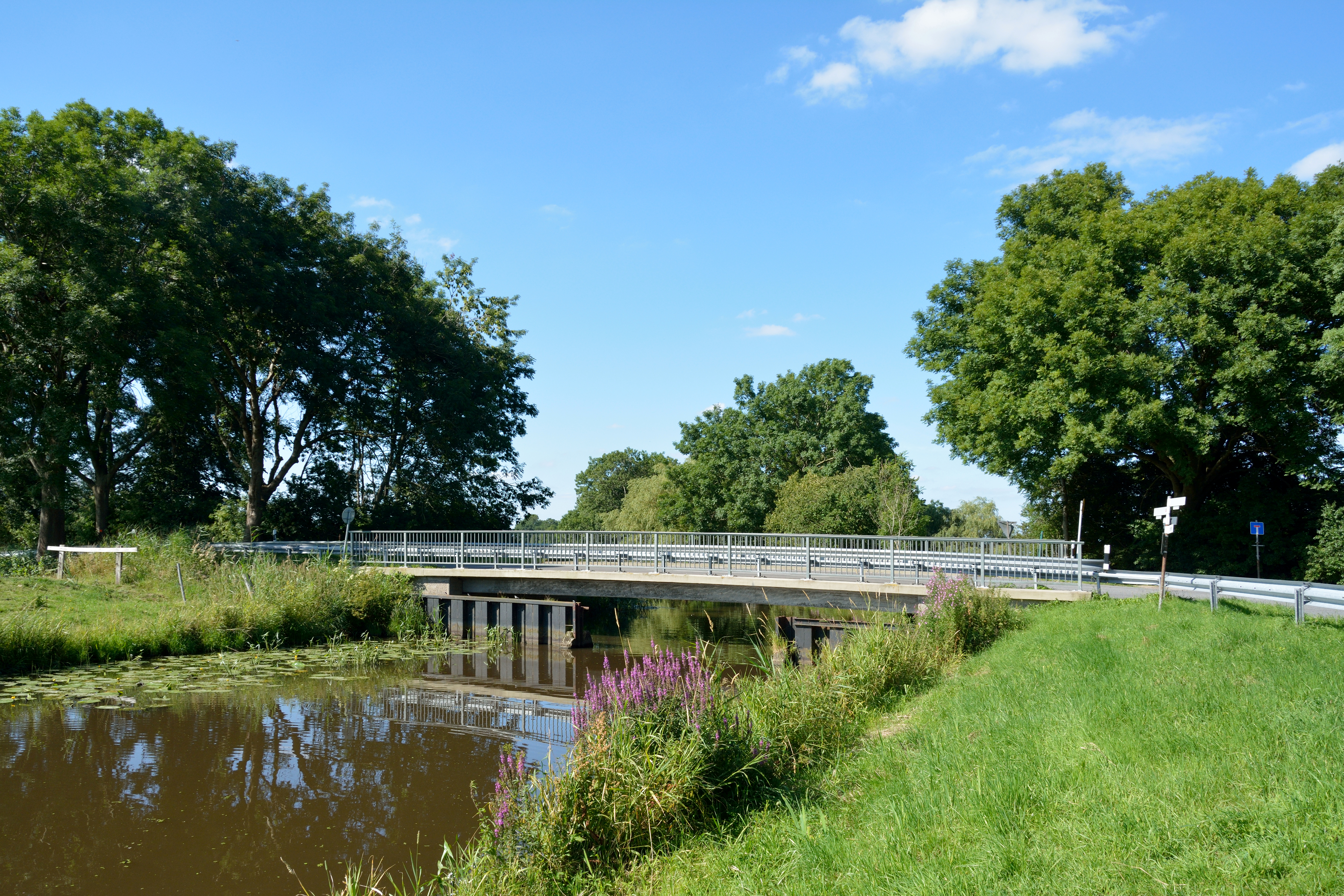
Brücke über die Wilsterau
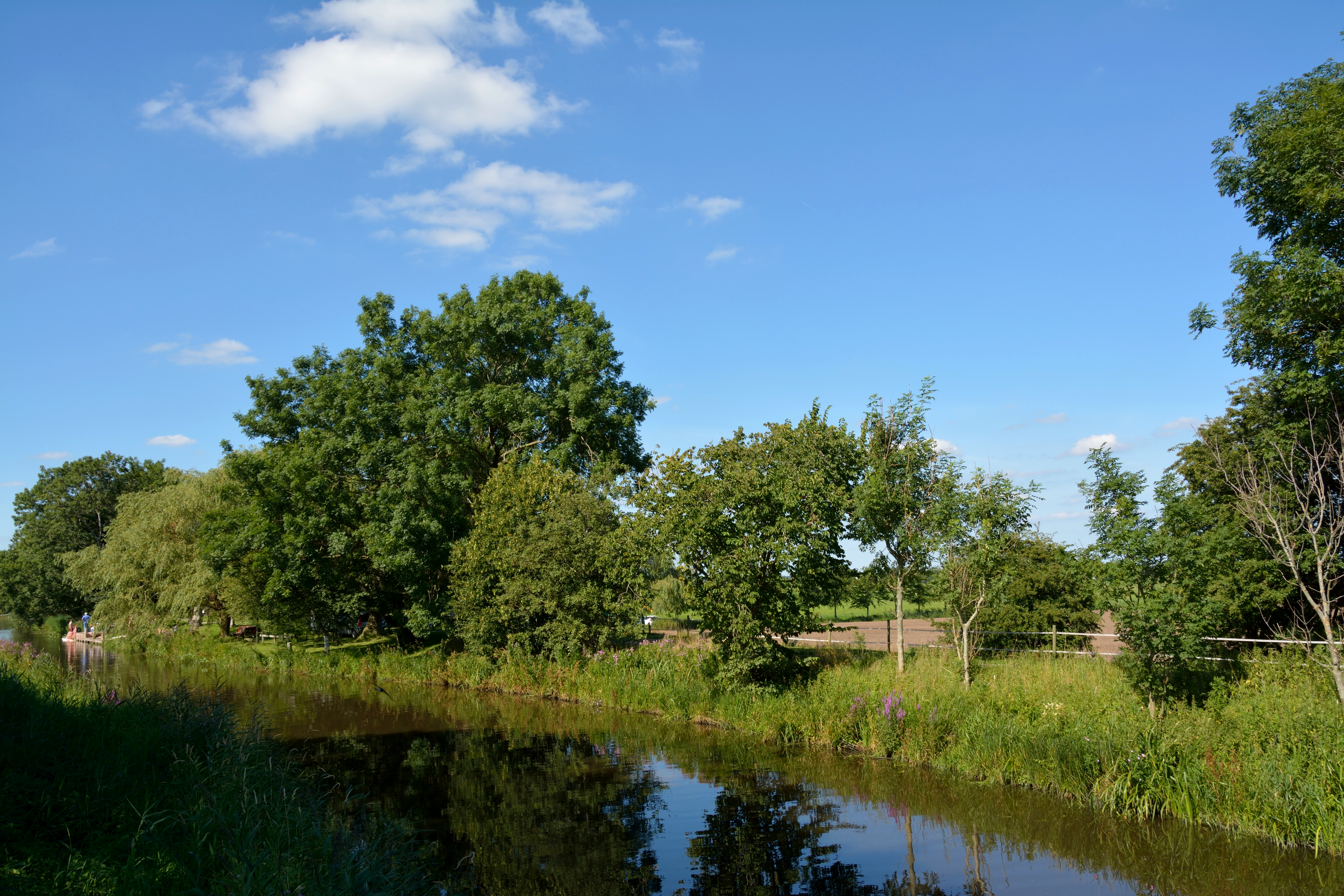
Kanuanlegestelle
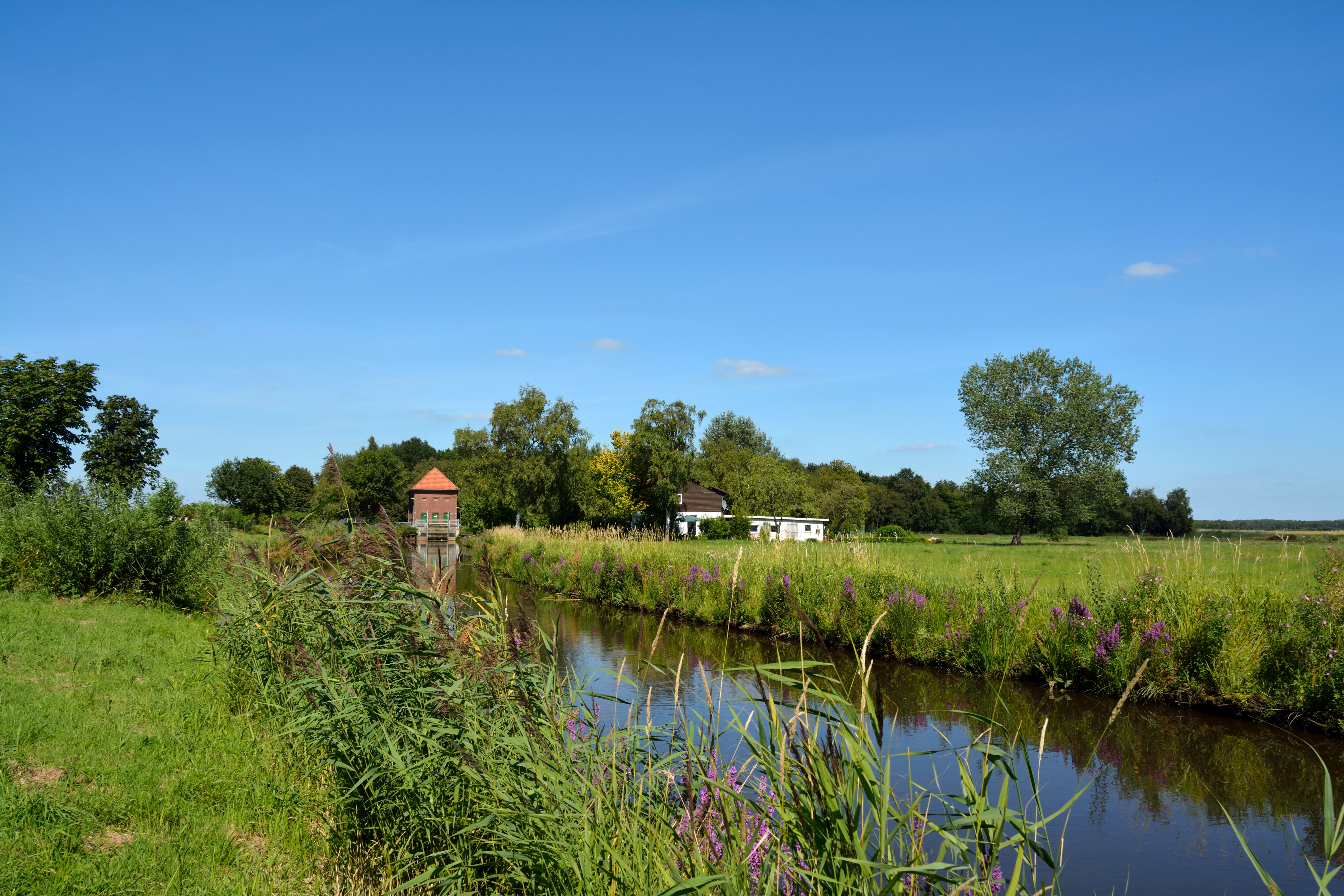
Das Schöpfwerk der Wilsterau in den Nord-Ostsee-Kanal